# Christina Bennett Lind
Christina Bennett Lind (* 22. März 1983 in Upland, Pennsylvania) ist eine US-amerikanische Schauspielerin. Sie wurde durch ihre Darstellung der Bianca Montgomery in der ABC-Seifenoper All My Children bekannt. Sie ist die Zwillingsschwester der Schauspielerin Heather Lind.

## Leben und Wirken
Lind wuchs mit ihrer Familie in Guilderland, New York auf. Sie besuchte dort eine dort eine öffentliche Schule und ging später an die private Fordham University und graduierte dort im Fach Schauspiel. Sie besuchte auch die New York State Summer School for the Arts, als bildende Künstlerin sowie auch als Schauspielkünstler. Sie erklärt, dass dies „einen großen Teil meiner Entscheidung bestimmte, die Kunst zum Beruf zu machen.“

## Schauspielkarriere
Ihre erste Schauspielrolle war Viola in Was ihr wollt von Shakespeare, gemeinsam mit ihrer Zwillingsschwester Heather, welche die Rolle des Zwillingsbruders Sebastian darstellte. Dieser Auftritt entstand nach der Idee ihrer Englischlehrerin, einen Drama-Club an der Schule zu etablieren. Beide Linds waren zu der Zeit in der 8. Klasse. Jedoch hatten beide zuvor mehrere Sommer mit Übungen in Theater, Tanz und Musik bei ihren Großeltern in Nova Scotia verbracht. „Wir nahmen es sehr ernst. […] und wir denken, es war der Beginn unseres Lebens als Künstler“, erklärte sie.
Christina Bennett Linds erste Arbeit war die Rolle einer Bauchredner-Puppe in einem 35-mm-Kurzfilm eines College-Freundes. Ihr Debüt im Fernsehen hatte sie mit der Rolle der Ari, einer College-Freundin, in der Serie Jung und Leidenschaftlich – Wie das Leben so spielt an der Seite von Billy Magnussen. Lind spielte die Rolle der Bianca Montgomery in der ABC-Dauer-Fernsehserie All My Children vom Juni 2010, bis die Serie im September 2011 eingestellt wurde.
Lind arbeitet derzeit in einer selbstorganisierten Künstlergemeinschaft, dem The Neboya Collective, die gemeinschaftlich in verschiedenen Bühnenproduktionen und mehreren unabhängigen Filmprojekte auftreten.
Seit Ende 2013 spielt Christina Lind als Marion in einer Bühnenadaption von Robin Hood mit dem Titel Heart of Robin Hood am American Repertory Theater in Cambridge, einem Vorort von Boston.

## Philanthropie
Lind setzt sich dafür ein, das Bild der Frauen und Mädchen in der Öffentlichkeit zu verändern. Sie unterstützt dabei Frauen- und auch LGBTQ-Organisationen. Lind erklärte dazu, dass sie immer wieder erfahren hat, wie wenig Frauen und speziell auch deren Körper in der Öffentlichkeit mit Respekt entgegengekommen wird. Sie möchte dazu anstoßen, über die Selbstachtung und den Respekt gegenüber Frauen und Mädchen zu diskutieren und zu verändern.

## Filmografie
- 2008: Lyre Liar (Kurzfilm)
- 2008: Elle and Guy (Kurzfilm)
- 2009: Green Apples (Fernsehfilm)
- 2009: Grown
- 2010–2011: All My Children (Fernsehserie, 149 Folgen)
- 2011: The Talk Man
- 2014: Forever (Fernsehserie, Staffel 1, Folge 3)
- 2015: Blue Bloods – Crime Scene New York (Fernsehserie, Staffel 5, Folge 11)
- 2015: House of Cards (Fernsehserie, 4 Folgen)
- 2016: Calico Skies
- 2017: Fireworkers
- 2017: Z: The Beginning of Everything (Fernsehserie, 5 Folgen)
- 2018: Dietland (Fernsehserie, Staffel 5, Folge 3)
- 2019: The Blacklist (Fernsehserie, Staffel 6, Folge 8)
- 2022: Atlanta (Fernsehserie, Staffel 3, Folge 7)